# Марсіаль Авалос
Марсіаль Авалос (ісп. Marcial Ávalos, 5 грудня 1921) — парагвайський футболіст, що грав на позиції нападника за клуб «Серро Портеньйо».

## Клубна кар'єра
У футболі відомий виступами за команду «Серро Портеньйо», кольори якої і захищав протягом усієї своєї кар'єри гравця. 

## Виступи за збірну
Був присутній в заявці збірної на чемпіонаті світу 1950 року у Бразилії, але на поле не виходив.